# Drassodes lapidosus
Drassodes lapidosus és una espècie d'aranyes aranéomorphes de la família dels gnafòsids (Gnaphosidae). Fou descrita per primera vegada l'any 1802 per (Walckenaer.
Aquesta espècie es troba distribuïda per la zona paleàrtica.

## Descripció
Els mascles fan de 6 a 13,3 mm i les femelles de 9,3 a 14,7 mm. El cefalotòrax és de color ataronjat enfosquit i l'abdomen de color gris-ratolí.
És un caçador nocturn; passa la jornada sota les pedres dins una bossa de seda. Pot caçar altres aranyes.

## Llista de les subespècies
Segons el World Spider Catalog (versió 17.5, 02/11/2016) hi ha dues subespècies:
- Drassodes lapidosus bidens (Simon, 1878)
- Drassodes lapidosus lapidosus (Walckenaer, 1802)

## Galeria
- Drassodes lapidosus
- Drassodes lapidosus